# Generalkriegskommissar

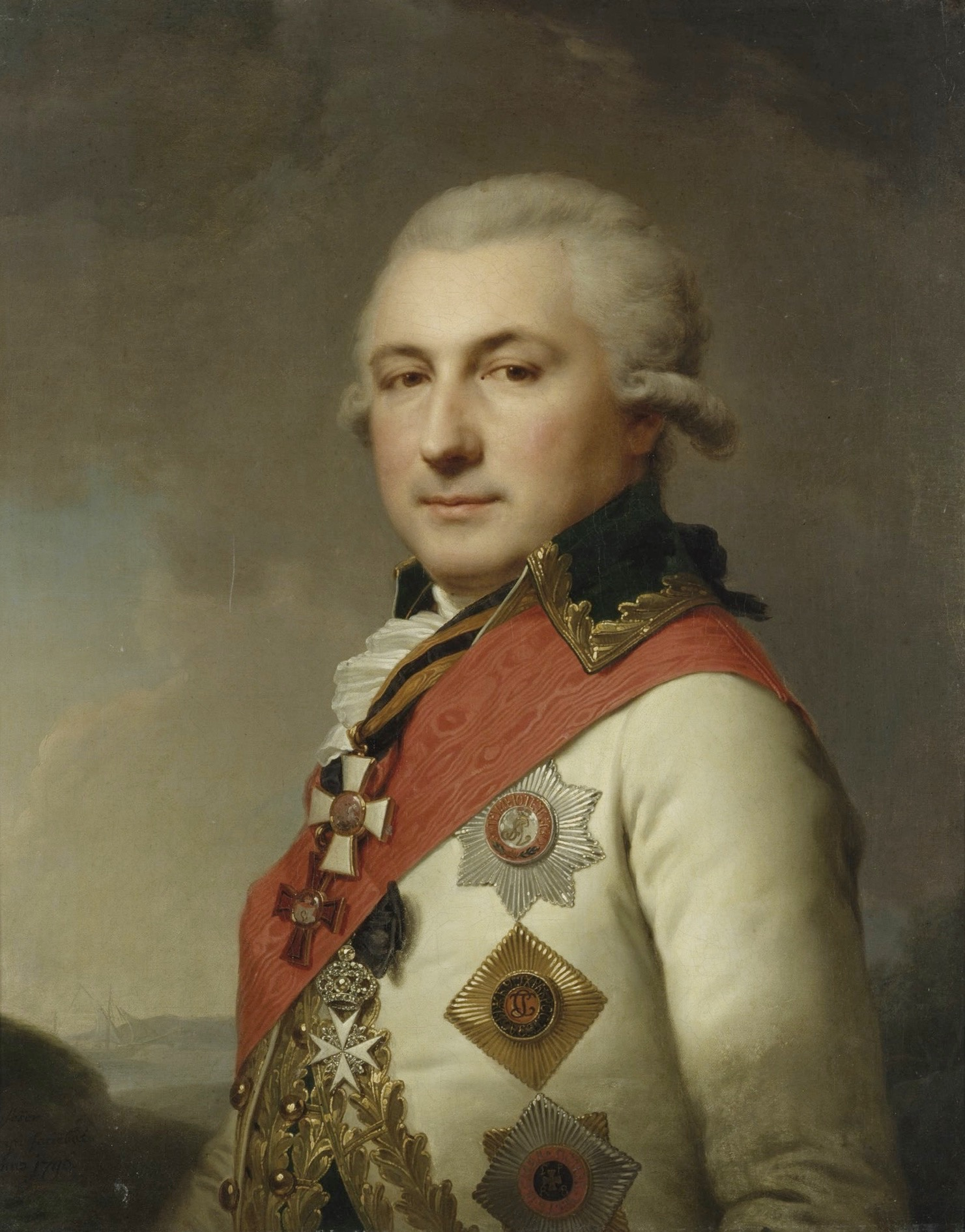
Johann Baptist von Lampi el Viejo, Retrato del Almirante y Generalkriegskommissar Don José de Ribas, 1796. Museo del Hermitage.

Generalkriegskommissar (en ruso: генерал-кригскомиссар, «comisario de guerra general») fue un rango militar (entre 1707 y 1868) y más tarde un grado (entre 1722 y 1808) de la dirección central de las fuerzas armadas del Zarato y el Imperio ruso. Era el Comisionado Militar Jefe para el suministro y pago de las tropas.
El rango también existió en otras fuerzas armadas de lengua alemana.

## Historia

### En el Zarato y el Imperio ruso
La base del puesto de generalkriegskommissar  fue el puesto de generalkommissar («comisario general»). El primer generalkommissar fue Fiódor Golovín en las campañas de Azov de 1695-1696. Por ukaz de Pedro el Grande del 18 (28) de febrero de 1700 de la creación de una Orden Especial para el boyardo Yákov Dolgorúkov, en el que se ordenó que se le nombrara comisario general de los asuntos de los regimientos.
El generalkriegskommissar estaba a cargo de los asuntos de suministro, ropa y asignaciones monetarias para el personal y otros. Según el Reglamento Militar de 1713, era el jefe de la administración del comisariado; más tarde, el jefe del departamento del comisariado. En 1800, se introdujo el puesto de intendente general, a quien se transfirió el mando supremo del suministro del ejército, mientras que el generalkriegskommissar se convirtió en gerente secundario.
En 1808, Alejandro I excluyó con su ukaz el rango de generalkriegskommissar de la Tabla de Rangos y dispuso la posibilidad de destinar personal que tuviera el rango de mayor general a esa posición.
En 1812, cuando las campañas militares comenzaron a ser combatidas por ejércitos mixtos, se creó el puesto de generalkriegskommissar de campo, que estaba a cargo de la unidad de suministro en cada ejército. En 1864, el departamento del comisariado se convirtió en parte de la oficina principal de intendencia, tras lo que el puesto fue eliminado.

#### Lista degeneralkommissarygeneralkriegskommissardel Zarato y el Imperio ruso
| - Fiódor Golovín en las campañas de Azov (1695-1696). - Yákov Dolgorúkov, 1700, fue capturado en la batalla de Narva y tras su huida y regreso en 1711 fue nombrado generalplenipotentsiarkriegskommissar, siendo Dolgorúkov el único en ostentar este rango. - Grigori Chernyshov, teniente general (1725-1730). - Nikita Trubetskói, mayor general (1730-1740). - Aleksandr Buturlín, teniente general (1740-1741). - Yákov Shajovskói, consejero privado (1753-1760). - Aleksandr Glébov, fiscal general (1760-1775). - Nikolái Durnovó, mayor general (1775-1783). - Mijaíl Potiomkin, porúchik general (1783-1791). - Serguéi Viazmitínov, general de infantería (1797-1798). - José de Ribas, almirante (1798-1800). | - Serguéi Borshchov, teniente general (1800-1805). - Mijaíl Obreskov, teniente general (1805-1807). - Aleksandr Balashov, mayor general (1807-1808). - Aleksandr Tatíshchev, teniente general (1808-1823). - Vasili Putiata, Consejero de Estado Activo (1824-1827). - Aleksandr Linden, mayor general (1828-1832). - Serguéi Shílov, teniente general (1832-1837). - Vasili Jrapachov, teniente general (1837-1851). - Aleksandr Nikíforov, teniente general (1852-1854). - Vladímir Nazímov, mayor general (1854-1856). - Iván Yákobson, consejero privado (1856-1857). - Iván Glúshkov, mayor general (1857-1859). - Valerián Kankrín, mayor general (1859-1861). |

### En otros países europeos
Los rangos de generalkommissar, el generalkriegskommissar y reichgeneralkriegskommissar existierón dentro del grupo de la generalidad en otros países europeos con fuerzas armadas de lengua alemana.

#### Lista degeneralkommissar,generalkriegskommissaryreichgeneralkriegskommissaren otros países europeos
| - Albert Goblet d'Alviella (1790-1873), generalkriegskommissar belga (nombrado en 1830). - Antonio von Caraffa (1646-1693), generalkriegskommissar del Sacro Imperio (nombrado después de 1681). - Braun Karl von Uffeln (f. 1660), generalkriegskommissar de Hesse (1632-1649). - Carl Gustav von Löwenhaupt (1662-1703), generalkriegskommissar del Electorado de Sajonia (1701). - Casper Otto von Sperling (1596–1655), generalkriegskommissar del Imperio sueco (mediados del siglo XVII). - Christian zu Rantzau (1614-1663), generalkrigskommissær de Dinamarca (1643-1645). - Christoph Dietrich Bose el Viejo (1728-1808), generalkriegskommissar del Electorado de Sajonia. - Daniel Ludolf von Danckelman (1648-1709), generalkriegskommissar de Brandemburgo-Prusia. - Detlev von Ahlefeldt (1617-1686), generalkrigskommissær de Dinamarca (1657). - Eberhard von Gemmingen-Hornberg (1688-1767), generalkriegskommissar de Brabante (1741). - Eugen Wratislaw von Mitrowitz (1786-1867), generalkriegskommissar del Sacro Imperio. - Franz Wenzel Wratislaw von Mitrowitz (f. 1779), generalkriegskommissar de Bohemia (primera mitad del siglo XVIII). - Franz Ludwig von Hornthal (1760-1833), generalkriegskommissar de Baviera (1805). - Frederik Gottschalk von Haxthausen (1750-1825), generalkrigskommissær de Dinamarca (1789). - Georg Konrad von der Goltz (1704-1747), generalkriegskommissar de Prusia (1745). - Hans Albrecht von Barfus (1635-1704), generalkriegskommissar de Branderburgo-Prusia (finales siglo XVII). - Hans von Massow (1686)-1761), generalkriegskommissar de Prusia (década de 1740). - Hans von Poser und Groß-Naedlitz (1560–1623), generalkriegskommissar de Silesia. - Hans zu Rantzau (1764–1836), generalkrigskommissær de Dinamarca. - Heinrich Adolphsen Wisch, generalkriegskommissar de Schleswig. | - Joachim Ernst von Grumbkow (1637-1690), generalkriegskommissar de Brandeburgo-Prusia (1679). - Johan Adler Salvius (1590-1652), generalkriegskommissar de Suecia (1631-1634). - Johann Albrecht Freiherr von Lerchenfeld (f. 1620), generalkriegskommissar de Baviera. - Joachim Christian Geelmuyden Gyldenkrantz (1730-1795), generalkrigskommissær de Dinamarca (1765). - Johann Christoph von Herdegen, (1787-1861), generalkriegskommissar de Wurtemberg (1812-1813). - Johann Elsener von Löwenstern, (1635-1676), reichgeneralkriegskommissar del Sacro Imperio. - Johann Ernst von Pelckhofen zu Moswang, generalkriegskommissar de Baviera (bajo Maximiliano II Emanuel). - Joachim Friedrich von Blumenthal (1607-1657), generalkriegskommissar del Círculo de Baja Renania-Westfalia (1647). - Johann Friedrich Adolf von der Marwitz (1723-1781), generalkriegskommissar de Prusia. - Johann Karl Chotek von Chotkowa und Wognin (1704-1787), generalkriegskommissar del Sacro Imperio. - Dionysius Heinrich Kotz von Dobrz (f. 1641), generalkriegskommissar del Sacro Imperio. - Kurt Bertram von Pfuel (1590-1649), generalkriegskommissar del Margraviato de Brandeburgo (bajo Federico Guillermo I). - Leopold Schlik zu Bassano und Weißkirchen (1663-1723), generalkriegskommissar del Sacro Imperio (1705). - Ludwig Heidenreich von Callenberg (f. 1637), generalkriegskommissar de Hesse. - Martin Chemnitz el Joven (1596-1645), generalkriegskommissar de Suecia (1630). - Martin Klinckow (1650-1717), generalkriegskommissar de Suecia (1700). - Otto Magnus von Dönhoff (1665-1717), generalkriegskommissar de Brandeburgo-Prusia (1699). - Otto von Malsburg, generalkriegskommissar del Sacro Imperio (1637). - Peter Brandt (1644-1701), generalkrigskommissær de Dinamarca (1681). - Philipp Joachim Örnestedt (1625-1682), generalkriegskommissar de Suecia (1675). - Sigismund Heusner von Wandersleben (1592-1645), generalkriegskommissar de Suecia (1631-1638). - Valentin von Streffleur (1808-1870), generalkriegskommissar de Austria-Hungría (1859). |